# Гримм, Юрий Леонидович
Юрий Леонидович Гримм (16 апреля 1935, Москва — 13 августа 2011, Филиппово, Тверская область) — советский диссидент, политический заключённый.
После окончания средней школы и службы в армии работал крановщиком на башенном кране.
В 1963 году вместе со своим другом Борисом Касьяновым распространил около 500 листовок с требованием отставки Н. С. Хрущёва и критикой его политики. 11 января 1964 года был арестован по обвинению в антисоветской агитации и пропаганде и затем был приговорён к 6 годам лишения свободы. Отбывал наказание в колонии в Мордовии. Впоследствии срок наказания был сокращен до 3-х лет лишения свободы и в 1966 году Гримм был освобождён.
После освобождения работал в Научно-исследовательском институте спортивных и зрелищных сооружений в Москве, заведуя фотолабораторией.
В 1975 году Гримм принял решение эмигрировать из СССР, что мотивировал тяжёлым заболеванием своего несовершеннолетнего сына. Но эмигрировать ему не позволили и уволили его с работы. Устроиться на работу по специальности он не смог и работал чернорабочим.
Гримм в 1976 году подписал письмо в защиту Сергея Ковалёва, был соредактором самиздатского сборника 1977 года «Вокруг проекта Конституции», в 1978 году присоединился к обращению, посвященному десятилетию советского вторжения в Чехословакию. В 1978 году Гримм стал одним из соредакторов самиздатского журнала Поиски. В связи с этим он подвергался обыскам, допросам, задержанию, административному аресту, фактическому домашнему аресту.
23 января 1980 года он был арестован по обвинению в распространении «заведомо ложных измышлений, порочащих советский государственный и общественный строй». В октябре 1980 года он был приговорён к трём годам лишения свободы в колонии строгого режима. Отбывал наказание в колонии в Сургуте. Во время заключения произвёл хорошее впечатление на сотрудника КГБ А. Петрушина, который с ним общался и убедил отказаться от диссидентской деятельности. В 1982 году после заявления об отказе от «антисоветской деятельности» был освобождён условно-досрочно с обязательным привлечением к труду в Тюменской области (так называемая «химия»).
После освобождения жил в Москве, писал мемуары.